# Kwalhioqua
De Kwalhioqua (ook gespeld als Kwalhiokwa, Qualhioqua, Quillequeoqua) of Willopah (ook gespeld als Willapa) zijn een indiaans volk dat oorspronkelijk aan de bovenloop van de Willaparivier in Zuidwest-Washington in de Verenigde Staten woonde. De Kwalhiokwa spraken Kwalhioqua-Clatskanie, een Athabaskische taal.
De Kwalhioqua waren laat in het eerste millennium vanuit Canada in de Pacific Northwest terechtgekomen, en vestigden zich in de achttiende eeuw in de Willapaheuvels in zuidwest Washington. Kort daarna, waarschijnlijk voor 1775, splitste een groep zich af en trok naar het zuiden over de Columbia, waar ze zich vestigde als de Clatskanie. Een andere groep trok enige tijd later naar de bovenloop van de Chehalis, waar ze zich in de jaren 1820 en 1830 vermengde met de Salishsprekende Cowlitz die er woonden. De Kwalhioqua die achterbleven namen af in aantal. Ze verhuisden uiteindelijk naar Willapa Bay aan de kust van de Grote Oceaan en raakten daar vermengd met de Chinook en de Chehalis, van wie ze de taal overnamen.
Op 9 augustus 1851 onderhandelden de Kwalhioqua met Anson Dart, de Oregon Superintendent of Indian Affairs (Toezichthouder van Indianzaken van Oregon). Ze stonden hun land af aan de Verenigde Staten. In 1853 waren er volgens een werknemer van het Bureau of Indian Affairs waarschijnlijk nog maar 10 tot 15 Kwalhioqua, de overlevenden van een pokkenepidemie die het volk had getroffen. Onder de stammen bij Shoalwater Bay waren nog 2 of 3 Kwalhioqua. In 1856 waren er drie of vier families aan de bovenloop van de Chehalis die zich als Kwalhioqua beschouwden. In 1910 waren er mogelijk nog maar twee personen over, en tegenwoordig is het volk uitgestorven.